# Drugpa-Kagyü

Flagge Bhutans

Die Drugpa-Kagyü (tibetisch:  'brug pa bka' brgyud) gehört zu den sogenannten „acht kleineren Schulen“ der Kagyü-Tradition des tibetischen Buddhismus (Vajrayana). In Bhutan stellt sie neben der Nyingma-Tradition die größte buddhistische Schule dar. 

## Entstehung

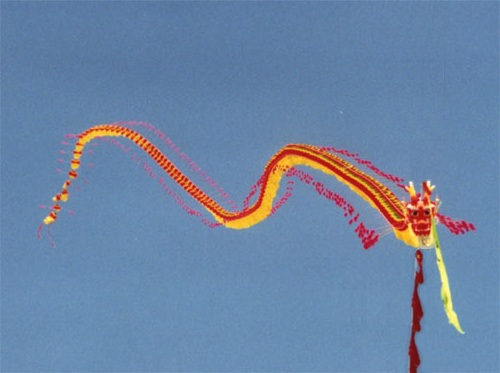
Drache in der Luft

Die Drugpa-Kagyü-Schule entwickelte sich aus der Tradition des Meisters Lingrepa Pema Dorje (tib.: gling ras pa pad ma rdo rje; 1128–1188), einem Schüler des Phagmo Drupa Dorje Gyelpo (tib.: phag mo gru pa rdo rje rgyal po; 1110–1170). Sie wurde von Lingrepas Schüler Tsangpa Gyare Yeshe Dorje (gtsang pa rgya ras ye shes rdo rje; 1161–1211) in West-Tibet gegründet. Tsangpa Gyare meisterte die tantrischen Praktiken des Mahamudra und der Sechs Yogas von Naropa bereits in frühem Alter. Als Tertön (Entdecker spiritueller Schätze, sogenannter Termas) entdeckte er Texte und Textstellen, die zuvor von Rechungpa – einem Schüler Milarepas – verborgen und verbrannt wurden. Der Name Drugpa beruht nach der Legende auf einem Ereignis während einer Pilgerreise, die Tsangpa Gyare und seine Schüler in Tibet unternahmen. Es erschienen ihnen während der Wanderung eine Ansammlung von neun Drachen, die vor ihnen aus der Erde hervorkamen und sich rasch in den Himmel aufschwangen. Gleichzeitig soll ein Blumenregen niedergefallen sein. „Drugpa“ kommt von dem tibetischen Wort drug für „Drache“. Ein wichtiger Schüler von Tsangpa Gyares Neffe war Phajo Druggom Shigpo (tib.: pha jo 'brug sgom zhig po; 12.–13. Jahrhundert), der die Täler West-Bhutans in der ersten Hälfte des 13. Jahrhunderts zum Buddhismus in der Übertragung der Drugpa-Schule bekehrte. Eine einfache Lebensweise und die geringe Bedeutung materieller Besitztümer sind kennzeichnend für diese Schule. Die Drugpa brachten viele Gelehrte und Siddhas hervor. Ein bekannter Meister dieser Linie war der in Tibet für seine „verrückte Weisheit“ berühmte Mahasiddha Drugpa Künleg. Auch der Meister Lopön Tsechu Rinpoche (1918–2003), der im Westen verschiedene Übertragungen der Karma-Kagyü-Schule weitergab, entstammt ursprünglich der Drugpa-Schule.

## Gyalwang Drukpa

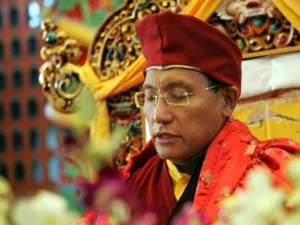
Der 12. Gyalwang Drukpa Jigme Pema Wangchen

Der Titel des Oberhaupts der Drukpa-Kagyü ist „Gyalwang Drukpa“ (tibetisch: rgyal dbang 'brug pa). Die Gyalwang Drukpas gelten als Trülkus des ersten Gyalwang Drukpa Tsangpa Gyare.

## Unterschulen
Die Drugpa-Schule hat drei weitere Unterschulen hervorgebracht:
1. die Mittlere Drugpa-Tradition steht in der Tradition von Tsangpa Gyare. Diese Linie brachte berühmte Meister hervor, darunter Sanggye Dorje und Pema Karpo.
2. die Untere Drugpa-Tradition wurde von Tsangpa Gyares Schüler, Lorepa Darma Wangchug, gegründet.
3. die Obere Drugpa-Tradition wurde von einem weiteren Schüler Tsangpa Gyares, Gotsangpa Gönpo Dorje gegründet. Unter den vielen Schülern dieser Linie waren die Meister Orgyenpa und Yanggönpa.

## Gründung Bhutans
Im 17. Jahrhundert vereinigte Shabdrung Ngawang Namgyel (tibetisch: zhabs drung ngag dbang rnam rgyal; 1594–1651), der Gründer Bhutans, das Land und etablierte die Drugpa-Kagyü als eine der bedeutendsten Schulen. In Bhutan wird die Drugpa-Schule durch den Je Khenpo (tibetisch: rje mkhan po, ein offizieller Amtstitel) geleitet, der das Oberhaupt der Drugpa-Mönchsgemeinde darstellt. Der derzeitige 70. Je Khenpo ist Trülku Jigme Chhoeda.